# Барксдейл (авіабаза)
Авіаба́за Барксдейл (англ. Barksdale Air Force Base, (IATA: BAD, ICAO: KBAD, FAA ідент. місц.: BAD) — діюча військово-повітряна база Повітряних сил США розташована в північно-західній частині штату Луїзіана, неподалік від адміністративного центру парафії Боссьєр міста Божер-Сіті. Авіабаза займає понад 22 000 акрів східніше міста поздовж південного боку шосе Interstate 20. На території авіабази розміщені штаб-квартири Командування глобальних ударів Повітряних сил, 8-ї повітряної армії, 2-го бомбардувального авіакрила та інших частин повітряних сил.

## Дислокація
На авіаційній базі Барксдейл базуються формування Командування глобальних ударів Повітряних сил і 8-ї повітряної армії, а також окремі частини та формування інших видів збройних сил США.
Основні формування:
- Командування глобальних ударів Повітряних сил
- 8-ма повітряна армія
  - 2-ге бомбардувальне крило
  - 307-ме бомбардувальне крило (Командування резерву Повітряних сил)

## Галерея

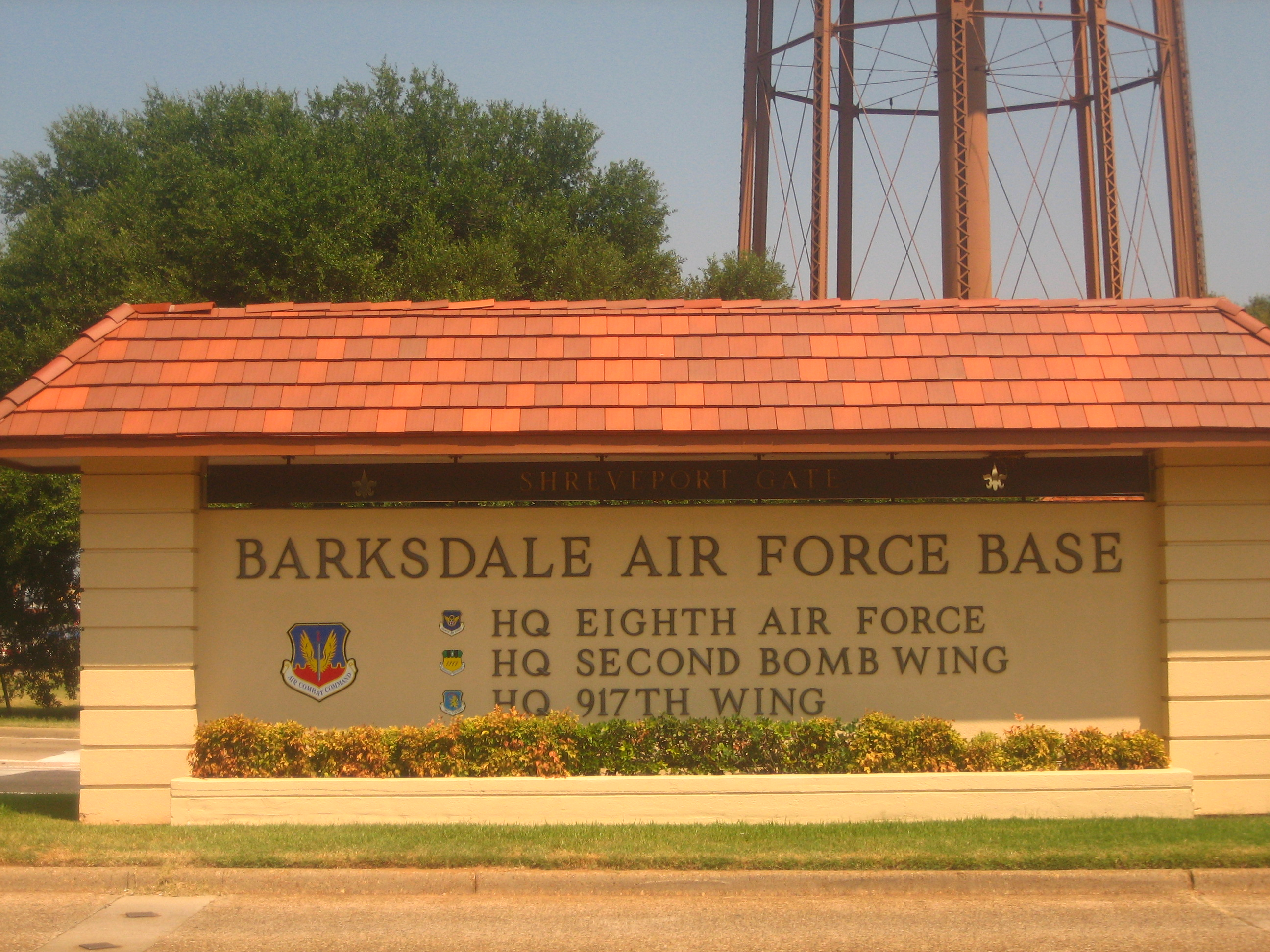
Стела на в'їзді до авіабази Барксдейл
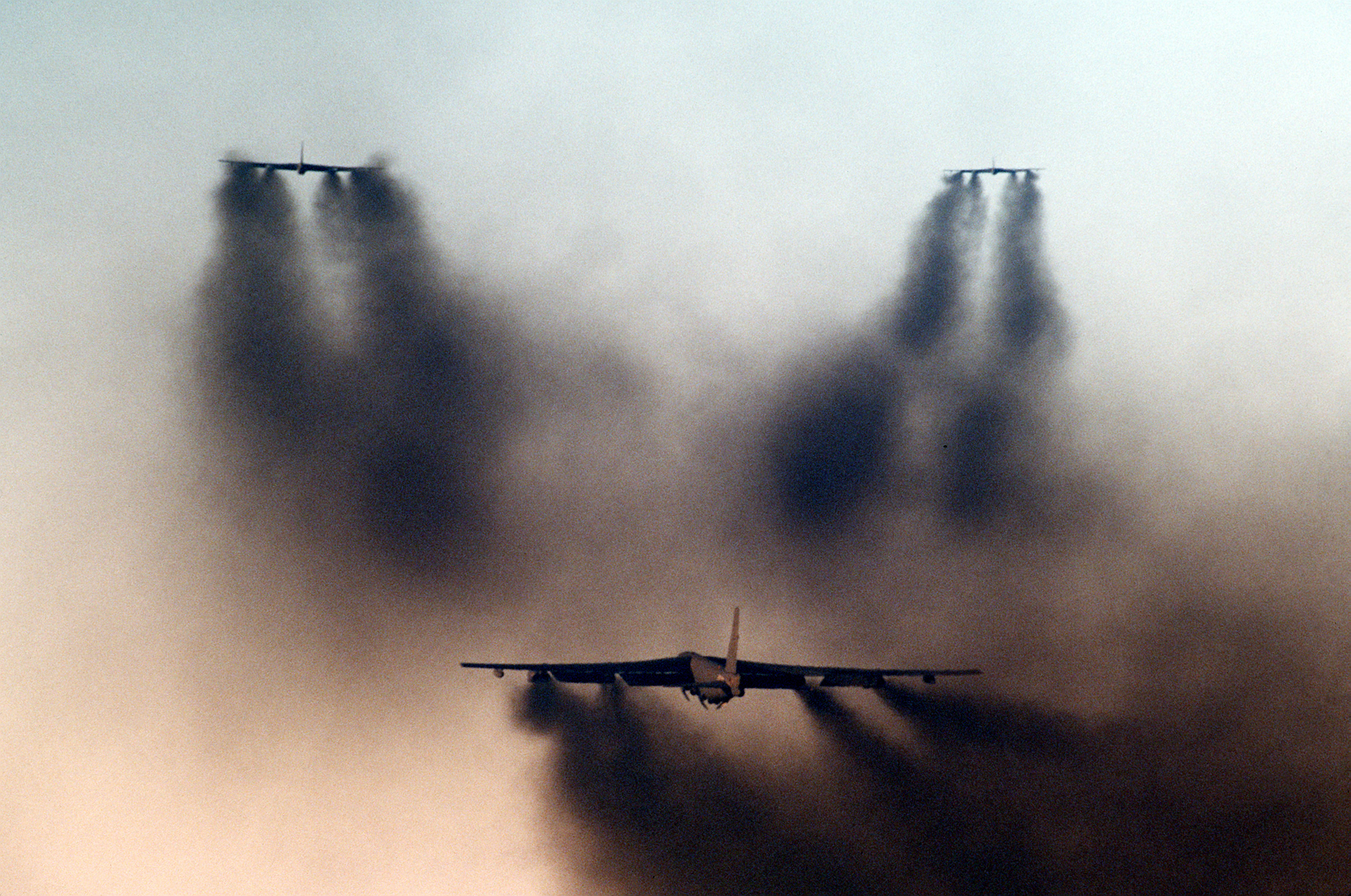
Стратегічні бомбардувальники B-52G «Стратофортресс» злітають з аеродрому Барксдейл. 1986
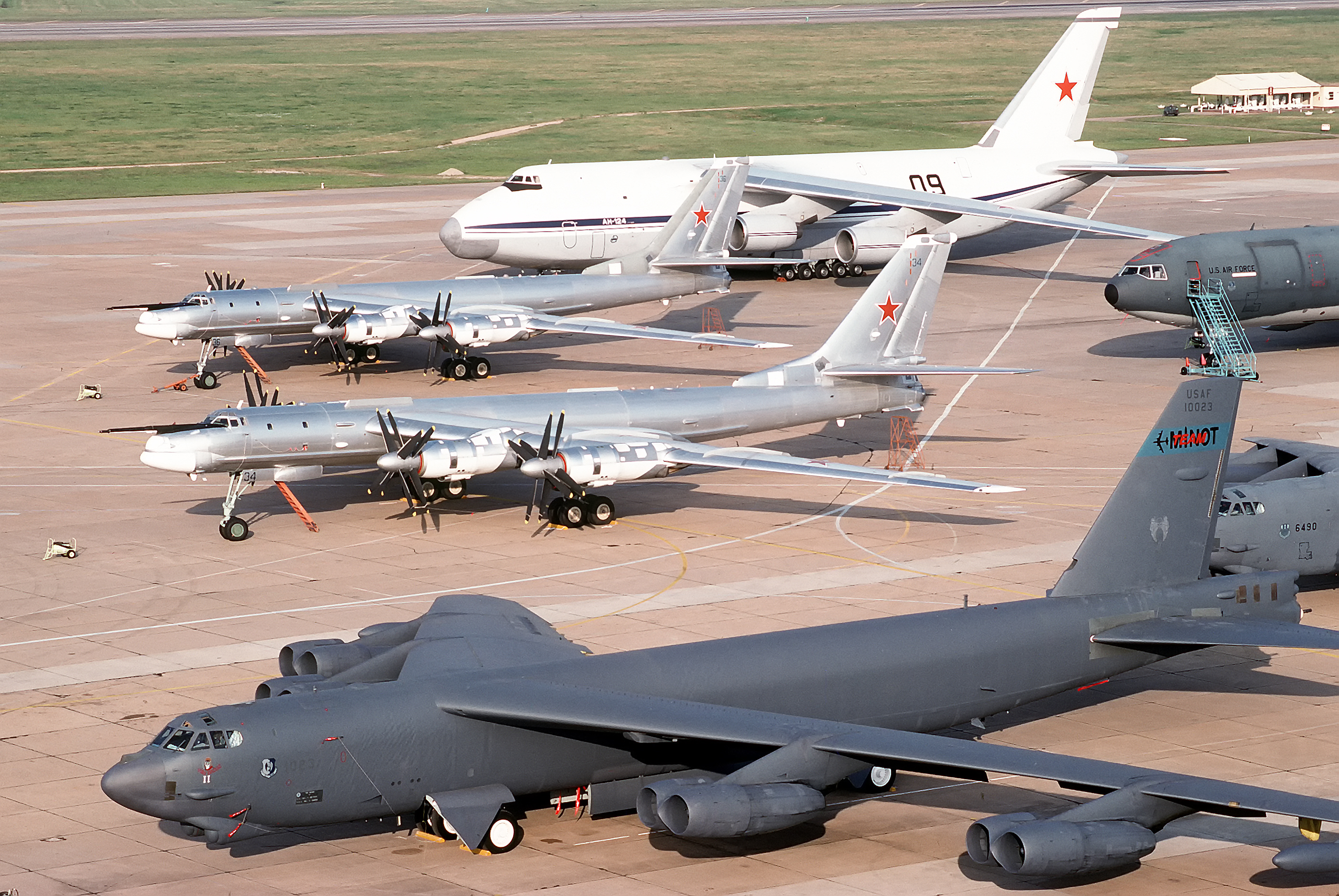
Два російські стратегічні бомбардувальники Ту-95МС і транспортний літак Ан-124 «Руслан» поруч з американськими стратегічними бомбардувальниками B-52H «Стратофортресс» на авіабазі Барксдейл у рамках дружнього візиту до США. 1992
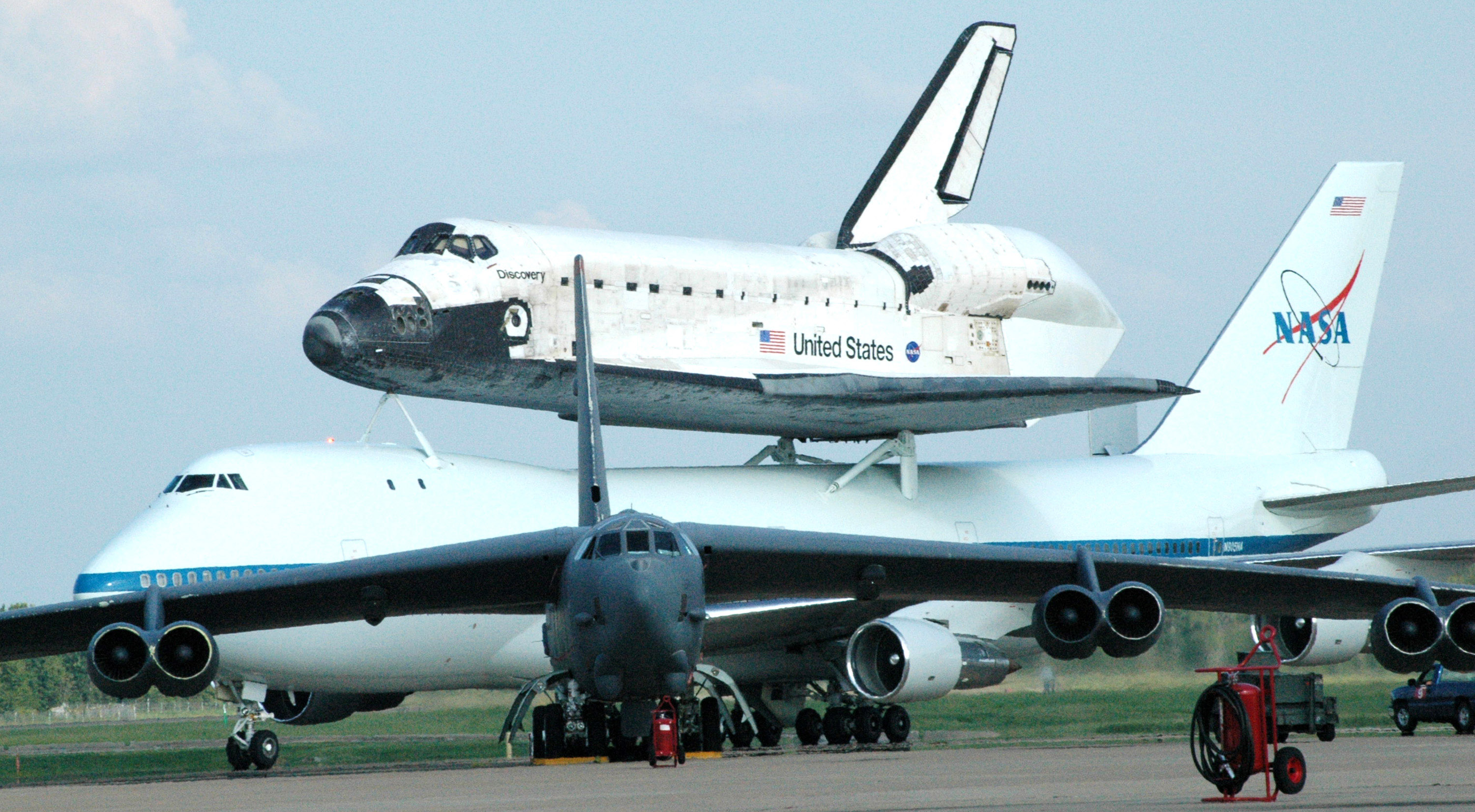
Шатл «Діскавері» на Boeing 747 SCA. 2005
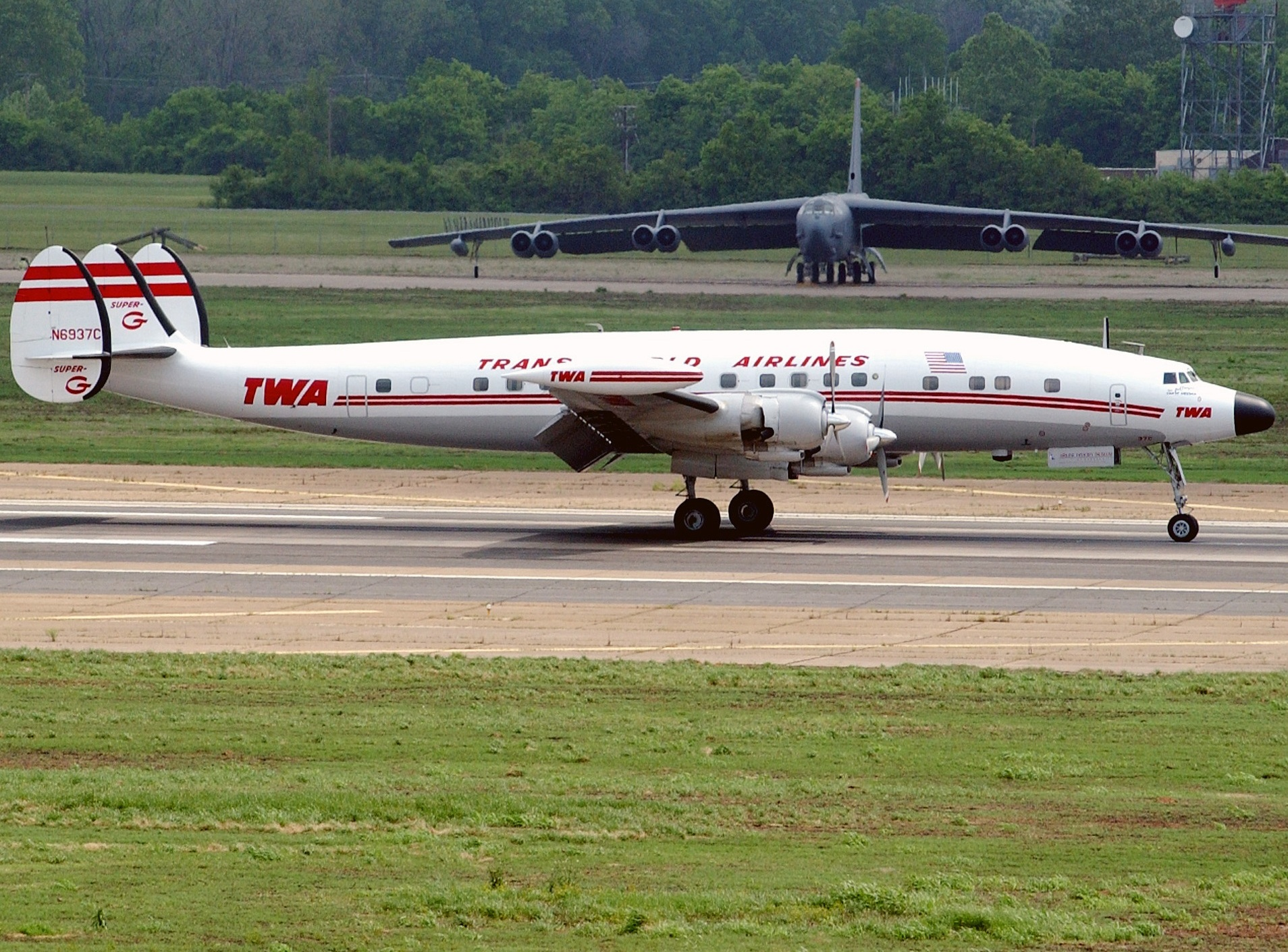
L-1049H «Констейллейшн» на фоні B-52 на зльоті. 2004
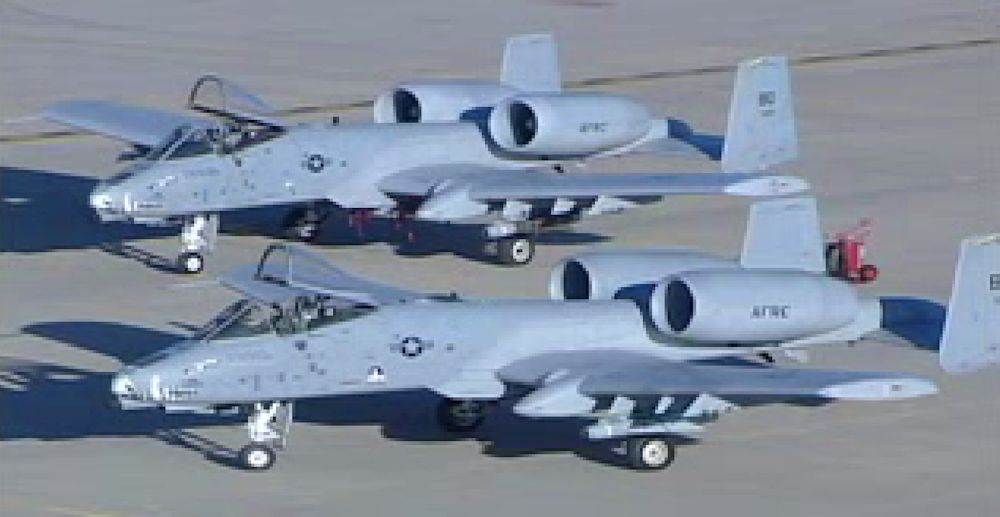
Штурмовики A-10 «Тандерболт» II. 2011
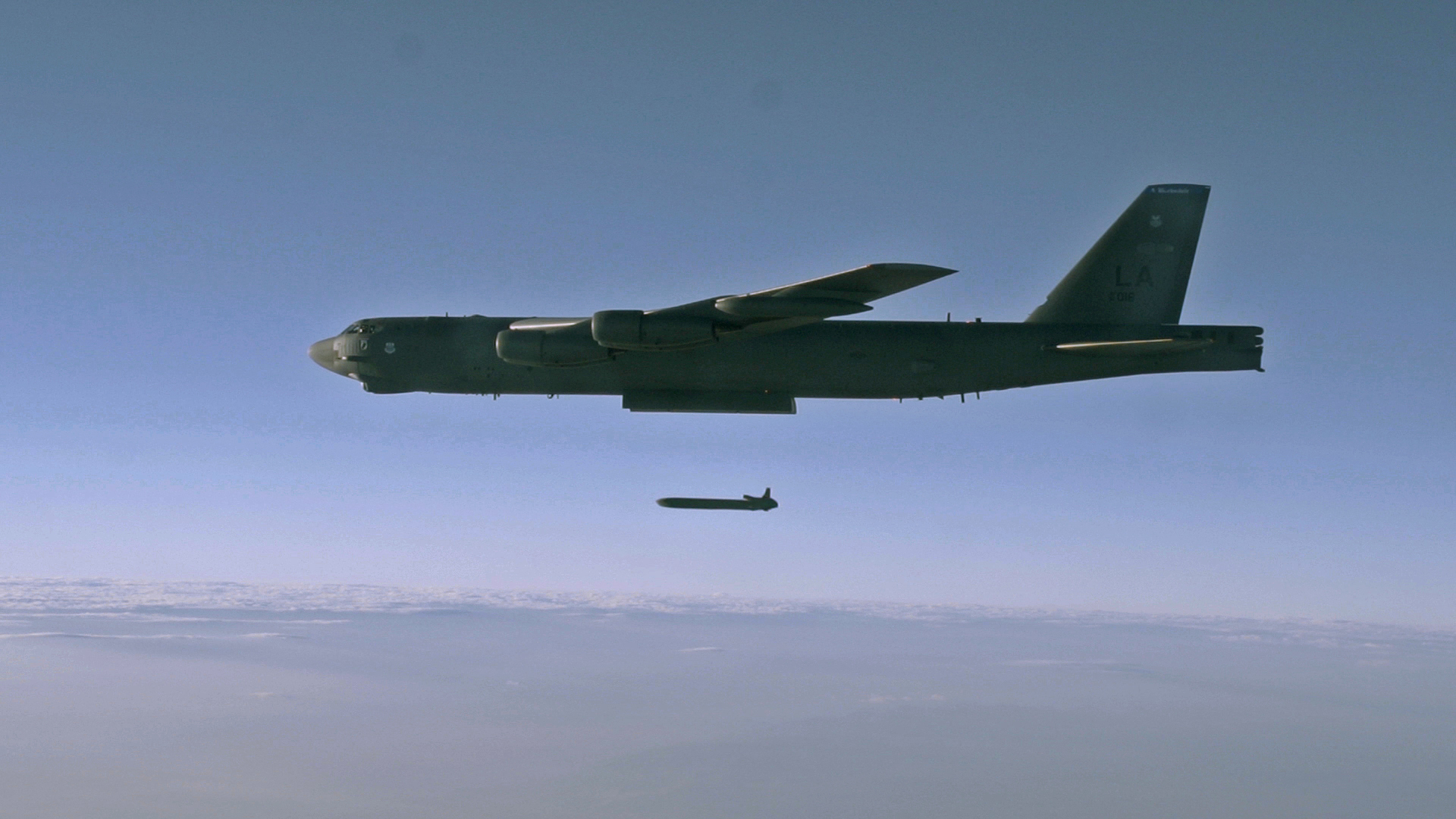
B-52H «Стратофортресс» скидає крилату ракету AGM-86B над ракетним полігоном в Юті. 2014
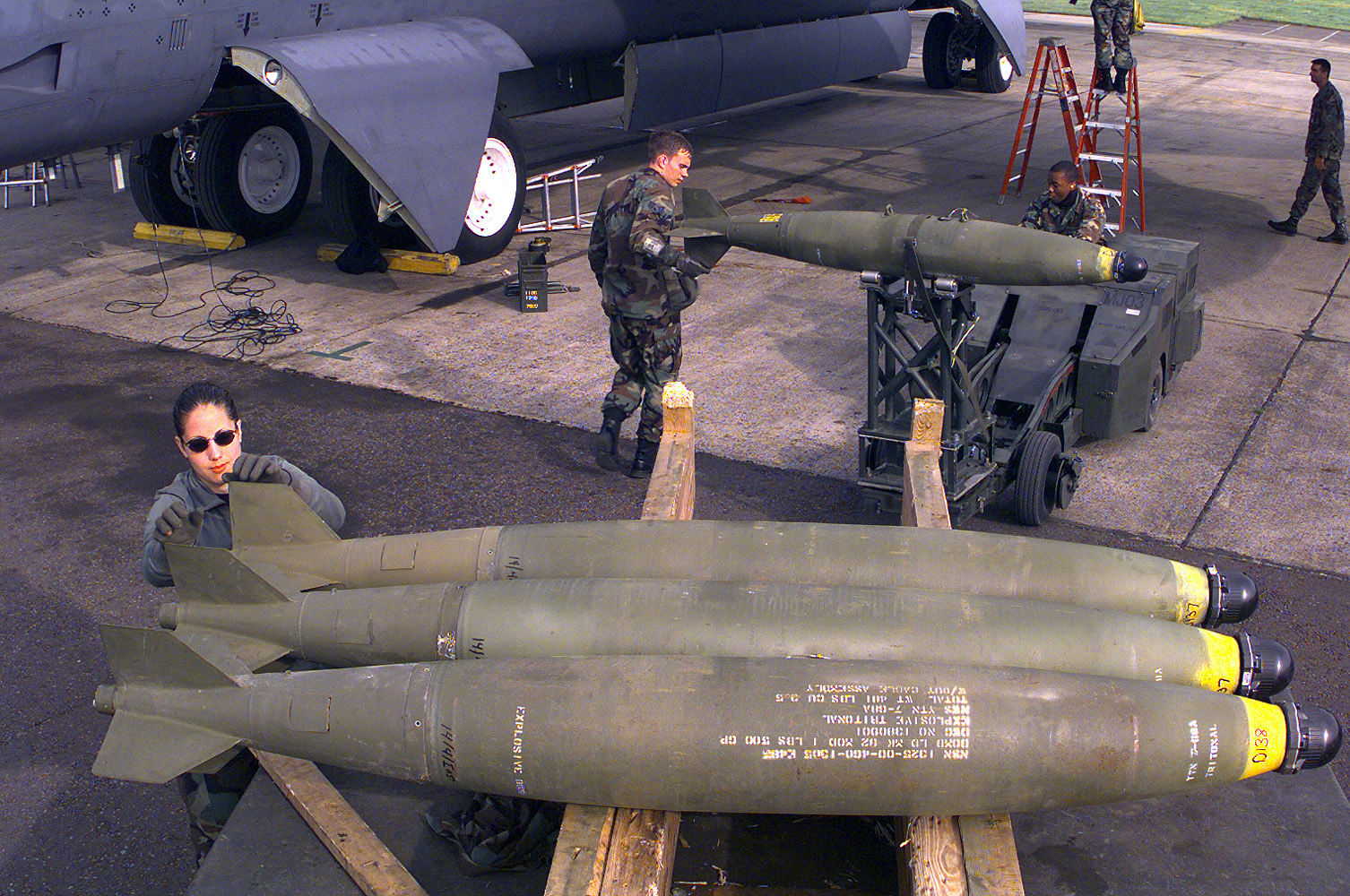
Підготовка авіаційних бомб Mark 82 до завантаження на бомбардувальник B-52. 1999
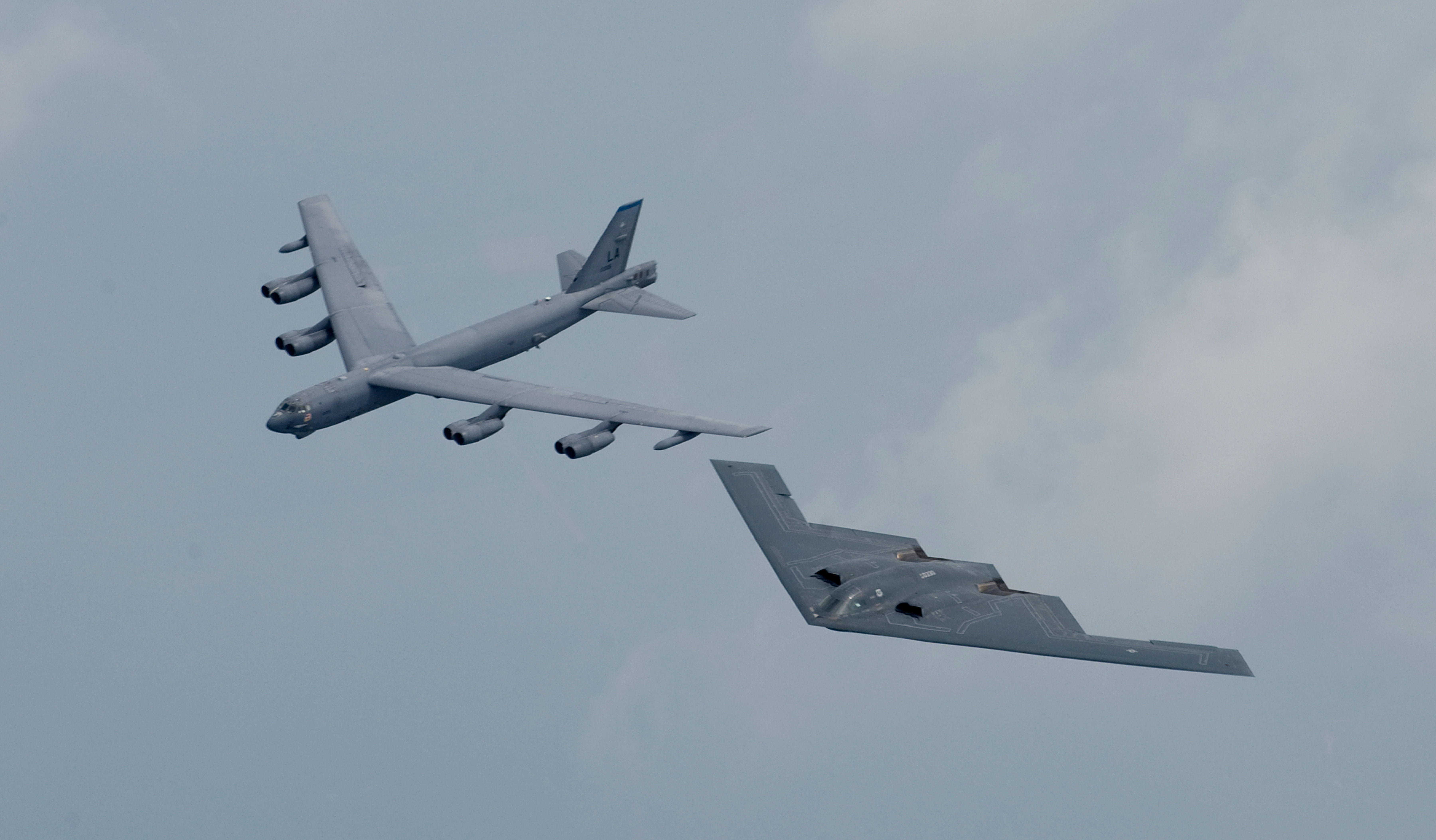
Стратегічні бомбардувальники B-52 і B-2. 2008
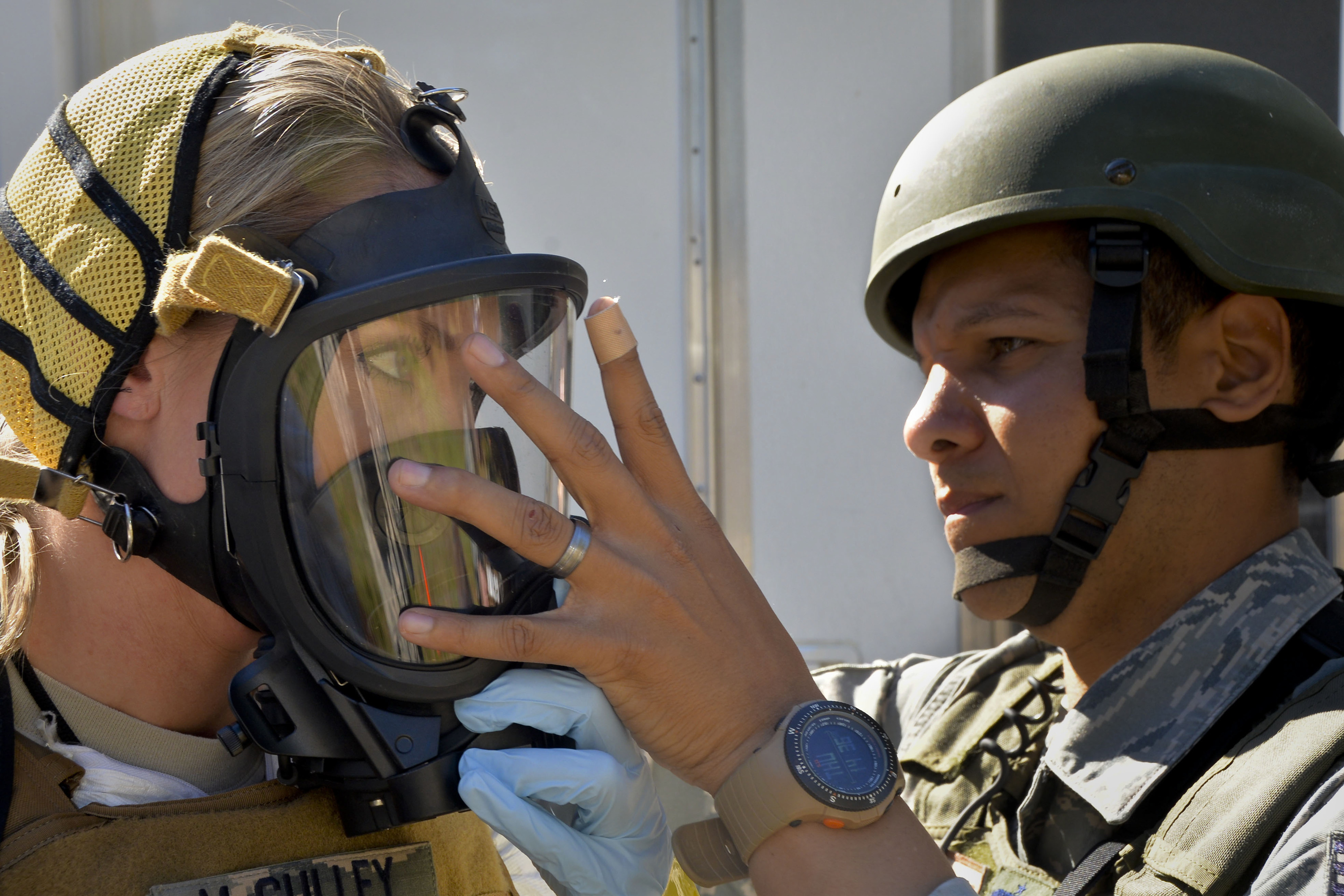
Тренування в захисті від зброї масового ураження. 2014
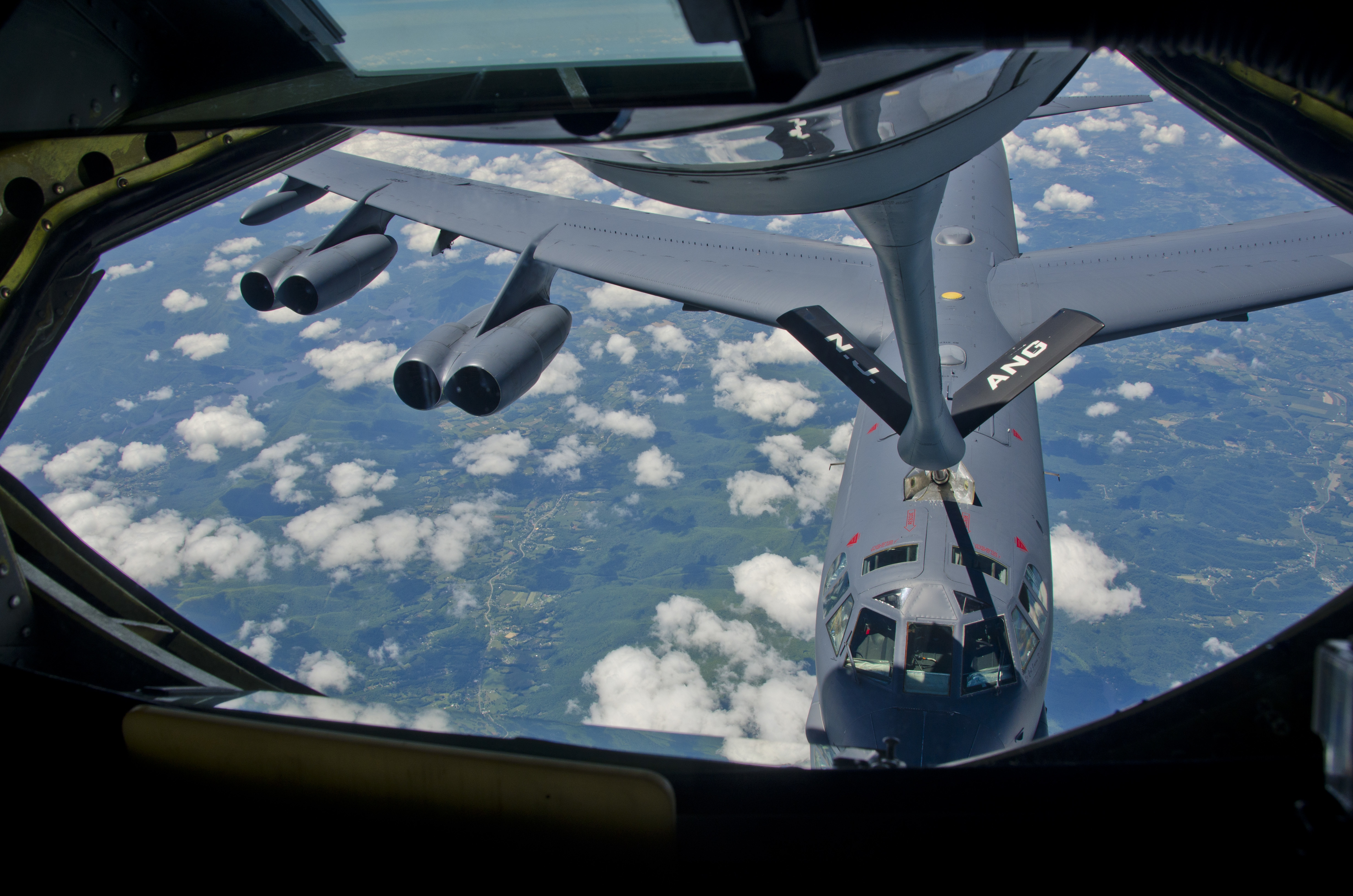
KC-135 «Стратотанкер» здійснює дозаправлення у повітрі B-52. 2016
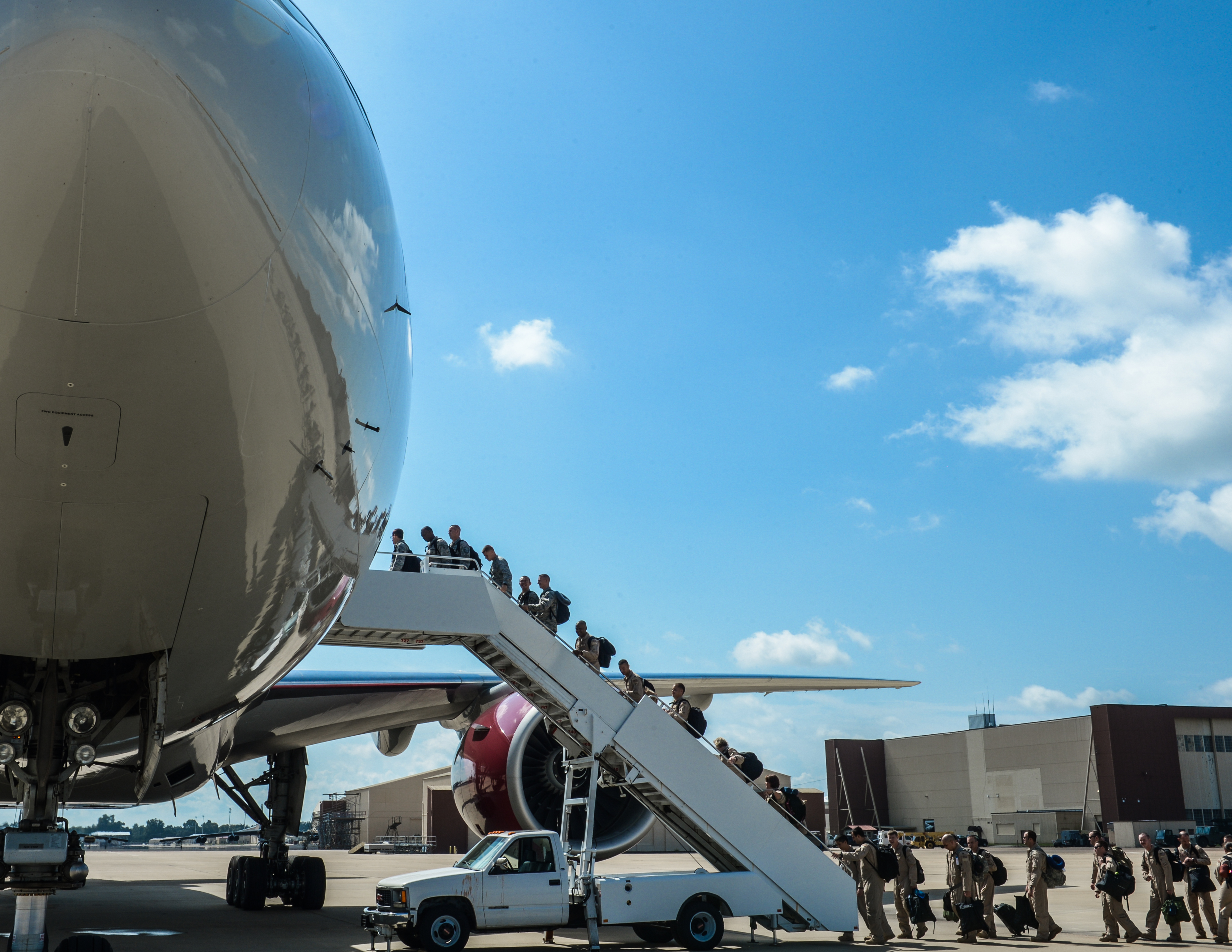
Персонал авіабази Барксдейл вилітає до Катару для участі у бойових діях проти ІДІЛ. 2016